# محمد بن فيصل أبو ساق
محمد بن فيصل بن جابر أبو ساق مستشار بالديوان الملكي السعودي منذ 13 يناير 2022. شغل قبل ذلك منصب وزير الدولة عضو مجلس الوزراء لشؤون مجلس الشورى، وكان لواء ركن في وزارة الحرس الوطني، ثم عين بعد ذلك عضوا في اللجنة الأمنية بمجلس الشورى السعودي.

## التعليم والشهادات
تخرج أبو ساق من كلية الملك خالد العسكرية برتبة ملازم بدرجة بكالوريس علوم عسكرية في وزارة الحرس الوطني السعودي، ثم درس الماجستير بالعلوم العسكرية والاستراتيجية في كلية القيادة والأركان العامة في الولايات المتحدة الأمريكية، وحصل على درجة الماجستير في الإدارة العامة من جامعة شبنس بورغ بنسلفانيا في أمريكا، ثم حصل على الدكتوراه في الزمالة الدولية من كلية الحرب العليا بالجيش الأمريكي.

## المناصب التي تولاها
- مساعد كبير المدربين بالمدرسة العسكرية في وزارة الحرس الوطني.
- كبير المدربين بالمدرسة العسكرية في وزارة الحرس الوطني.
- مدير العلاقات العامة في كلية الملك خالد العسكرية في وزارة الحرس الوطني.
- رئيس تحرير مجلة كلية الملك خالد العسكرية في وزارة الحرس الوطني.
- ركن إدارة كلية الملك خالد العسكرية في وزارة الحرس الوطني.
- ركن عمليات لواء الأمير سعد بن عبد الرحمن الآلي في وزارة الحرس الوطني.
- قائد كتيبة المشاة الآلية/36 في وزارة الحرس الوطني.
- مدير إدارة التدريب في وزارة الحرس الوطني السعودي.
- عضو مجلس الشورى السعودي من 1 أبريل 2005 حتى 29 يوليو 2014.
- وزير الدولة وعضو مجلس الوزراء لشؤون مجلس الشورى، من 29 يوليو 2014 حتى 13 يناير 2022.[4]
- مستشار بالديوان الملكي منذ 13 يناير 2022.[1]